# Thomas Bajada
Thomas Bajada, född 13 juni 1994 i Victoria på Malta, är en maltesisk politiker. Han blev invald i Europaparlamentet 2024. I Europaparlamentet hör han till gruppen Gruppen Progressiva förbundet av socialdemokrater i Europaparlamentet.
I skrivande stund (2025) är Bajada ledamot av utskottet för miljö, klimat och livsmedelssäkerhet, fiskeriutskottet och delegationen till den parlamentariska församlingen för unionen för Medelhavsområdet. Han är även suppleant i utskottet för ekonomi och valutafrågor, delegation till den parlamentariska partnerskapsförsamlingen EU‒Förenade kungariket och delegationen för förbindelserna med Maghrebländerna och Arabiska Maghrebunionen, inklusive de gemensamma parlamentarikerkommittéerna EU–Marocko, EU–Tunisien och EU–Algeriet.